# 비스테로이드성 항염증제
비스테로이드성 항염증제(영어: non-steroidal anti-inflammatory drug , NSAID)는 진통 작용, 해열 작용, 항염증 작용이 있는 약이다.
손쉽게 사용할 수 있는 NSAIDs는 아스피린, 이부프로펜 및 나프록센이다. 대부분의 국가에서 일반의약품이므로 처방전 없이 구매가 가능하다. 아세트아미노펜은 신체의 항염증 활성이 미미하기 때문에 일반적으로 NSAID로 간주되지 않는다.

## 종류

### 살리실산
- 아스피린
- 살리실산
- 디플루니살
- 살살레이트

### 프로피온산유도체
- 이부프로펜
- 덱시부프로펜
- 나프록센
- 페노프로펜
- 케토프로펜
- 덱스케토프로펜
- 플루비프로펜
- 옥사프로진
- 록소프로펜
- 펠루비프로펜
- 잘토프로펜

### 아세트산유도체
- 인도메타신
- 톨메틴
- 술리닥
- 에토돌락
- 케토롤락
- 디클로페낙
- 아세클로페낙
- 브롬페낙
- 나부메톤

### 엔올산 (옥시캄) 유도체
- 피록시캄
- 멜록시캄
- 테녹시캄
- 드록시캄
- 로녹시캄
- 이소시캄 (1985년 시장에서 철수)
- 페닐부타존

### 안트라닐산유도체 (페나믹산)
- 메페남산
- 메클로페남산
- 플루페남산
- 톨페남산

### 선택적 COX-2 억제제 (콕시브)
- 세레콕시브 (FDA 경고)
- 로페콕시브 (시장 철수)
- 발데콕시브 (시장 철수)
- 파레콕시브 (FDA 철수, EU에서 라이센스됨)
- 루미나콕시브 (오스트레일리아 의약품관리국에서 취소됨)
- 에토리콕시브 (FDA에서 승인되지 않음, EU에서 라이센스됨)
- 피로콕시브 (개와 말에서 사용)

### 술포나닐리드
- 니메술리드

### 기타
- 클로닉신
- 리코펠론
- 악마의 발톱 (천수근)[7] 또는 현삼[8]의 H-하르파지드

## 약리작용
대부분의 비스테로이드성 항염증제들은 사이클로옥시제네이스(COX)를 억제함으로써 작용한다. 아스피린은 COX의 생성을 차단하고, 이외의 대부분의 비스테로이드성 항염증제들은 COX의 활성을 억제한다.
COX에는 위 점막의 생성 및 유지를 담당하는 COX-1과 염증 관련 효소인 프로스타글란딘을 생성하는 COX-2가 있는데, 이부프로펜, 나프록센, 아스피린 등 다수의 비스테로이드성 항염증제들은 이 둘을 모두 억제한다. 아세트아미노펜은 COX-2만을 선별적으로 억제하지만 중추신경계에 국한되어 작용하기 때문에 항염증제로 분류되지 않는다. 아직 비스테로이드성 항염증제의 자세한 작용 기작은 알려지지 않고 있다.